# Serans (Orne)
Serans foi uma comuna francesa na região administrativa da Normandia, no departamento Orne. Estendia-se por uma área de 6,12 km². Em 2010 a comuna tinha 204 habitantes (densidade: 33,3 hab./km²).
Em 1 de janeiro de 2016, passou a formar parte da nova comuna de Écouché-les-Vallées.